# Bension Netanyahou
Pour les articles homonymes, voir Netanyahou.
 (mai 2023).
Bension Netanyahou (בֶּנְצִיּוֹן נְתַנְיָהוּ), né Mileikowsky le 25 mars 1910 à Varsovie (alors dans l'Empire russe) et mort le 30 avril 2012 à Jérusalem, est un historien israélien d'origine polonaise. Il est le père de Jonathan Netanyahou et de Benjamin Netanyahou.
Membre du sionisme révisionniste, proche d'Abba Ahimeir, il est corédacteur du journal Betar (1933–1934) avant de rejoindre New York pour devenir le secrétaire de Zeev Jabotinsky.

## Biographie
Bension Netanyahou né à Varsovie, de Sarah Lurie et de Nathan Mileikowsky (en), un rabbin et activiste sioniste qui sillonna les villes de Pologne, puis d'Europe et des États-Unis, en faisant la promotion du retour à Sion. Nathan fit son alyah avec sa famille en 1920, et c'est à ce moment-là que le nom de famille devint Netanyahou, tiré du nom avec lequel Nathan signait ses articles.
Après avoir vécu à Yafo, Tel Aviv, puis Safed, la famille Netanyahou s'installa à Jérusalem. Bension fit ses études à l'Université de Jérusalem, pour devenir enseignant. Son jeune frère, mathématicien, Elisha Netanyahu (en), devint doyen de la faculté des sciences du Technion.
En 1944, il épousa Tzila Segal (1912–2000), rencontrée durant ses études. Le couple eut trois enfants, Yonatan Netanyahou (1946-1976) qui dirigea le commando parti libérer les otages durant le détournement du vol Air France Paris-Tel Aviv sur Entebbe, Benyamin Netanyahou qui devint premier ministre de l'état d'Israël à plusieurs reprises, et Iddo Netanyahou (en), physicien, qui a fait carrière dans l'enseignement.

## Sionisme et militantisme
Bension Netanyahou étudia l'histoire médiévale à l'Université de Jérusalem. C'est durant cette période qu'il commença à s'impliquer dans des mouvements sionistes, et à s'impliquer auprès des leaders du sionisme révisionniste comme Vladimir Jabotinsky. Il devint co-éditeur du mensuel Betar (1934-1935) puis du quotidien Ha Yarden (he) (1935-1936), sous le mandat britannique.[réf. nécessaire]
Bension Netanyahou partit s'installer aux États-Unis en 1940, pour devenir secrétaire personnel de Jabotinsky. À la mort de ce dernier la même année, il devint directeur exécutif de la New Zionist Organization of America, un poste qu'il tint jusqu'en 1948.
En parallèle de ses activités au sein du mouvement révisionniste, il obtient un PhD au Dropsie College (en) de Philadelphie sur Isaac Abrabanel.
À son retour en Israël en 1949, Bension Netanyahou tenta de démarrer une carrière politique, rapidement interrompue.

## Carrière académique
Ayant tenté de démarrer une carrière dans le milieu universitaire israélien sans succès, il obtient de son mentor et ami Yosef Klausner de devenir un des éditeurs de l'Encyclopédie hébraïque. À la mort de Klausner, il en devient même éditeur en chef en compagnie de Yeshayahu Leibowitz.
Bension Netanyahou retourna aux États-Unis, au Dropsie College (en), d'abord comme professeur de littérature hébraïque (1956-1957) puis comme professeur d'histoire juive et médiévale (1957-1968). Il devint ensuite professeur d'études hébraïques à l'université de Denver (1968-1971), et enfin professeur d'études juives à l'université de Cornell (1971-1975), avant de rentrer en Israël en 1976, après le décès de son fils Yoni.
Bension Netanyahou peut être considéré comme un des spécialistes de l'histoire juive médiévale en Espagne et au Portugal et notamment sous l'inquisition. Son intérêt pour les communautés séfarades originelles l'a amené à publier un livre sur Isaac Abrabanel, ainsi que des essais sur l'Inquisition et les  marrannes.
La théorie élaborée par Bension Netanyahou est celle d'un anti-judaïsme médiéval distinct de l'anti-judaïsme chrétien originel. Alors que les premières formes d'anti-judaïsme reprochaient aux juifs d'être le peuple déicide, de manière à distinguer deux communautés profondément disjointes, l'anti-judaïsme développé par l'Inquisition espagnole aurait une base plus économique : les Juifs et les marannes, jusqu'au XVe siècle, servaient particulièrement comme financiers au service de la petite noblesse locale, qu'il fallait faire tomber, pour permettre aux princes de Castille de prendre le pouvoir sur l'ensemble de la péninsule ibérique.
Selon Netanyahou, cet anti-judaïsme politique, sous couvert d'un discours basé sur la pureté du sang, a servi de base aux formes modernes d'antisémitisme, qui ont abouti à l'antisémitisme moderne et à la Shoah.

## Culture populaire
Le retour de Bension Netanyahou et de sa famille à Cornell fait l'objet d'un roman, Les Nétanyahou : Ou le récit d'un épisode somme toute mineur, voire carrément négligeable, dans l'histoire d'une famille très célèbre (New York, Review Books (en), 2021), écrit par le journaliste américain Joshua Cohen, avec lequel il a remporté le prix Pulitzer de la fiction 2022.